# Хань Юй
Хань Юй (韩愈, 768 —25 грудня 824) — китайський поет, письменник, філософ часів династії Тан.

## Життєпис
Народився у 768 році у місті Наньян повіту Хеян (сучасний повіт Мен провінції Хенань). Походив з родини літераторів. 770 року втратив батька, перейшовши під опіку старшого брата Хань Хуеі. Спочатку у 774 році з родиною перебирається до столиці Чан'ань. Проте внаслідок конфлікту брата з впливовим сановником Юань Цаєм у 777 році, родина Хань вирушає у заслання до Чаочжоу. Після смерті брата у 781 році Хань Юй повертається до Чан'аня, де у 792 році складає імператорський іспит та отримує вчене звання цзіньши. Після цього декілька років обіймає посаду військового губернатора Біанчжоу, а згодом військового губернатора Хучжоу. 802 року отримує посаду в уряді, проте незабаром знову засилається до провінції за пропозиції знизити податки та критику буддизму. Лише у 807 році повертається до Чан'аня. Тут до 819 року обіймає посаду контролера-цензора. Незабаром призначається придворним істориком.

## Філософія
Був запеклим ворогом буддистських та даоських ідей. Пропонував закрити монастирі їхніх прихильників, а усе майно конфіскувати. Відстоював повернення до старовини. При цьому конфуціанство повинно було стати єдиним вченням імперії. Його філософські думки знайшли відбиття у працях з відповідної тематики: «Первісна істина», «Первісна природа людини», «Лист міністру Мена», «Звернення з умовляннями відмовитися від зустрічі кісток Будди».

## Літературна діяльність
У прозі разом з Лю Цзун'юанєм був прихильником прози часів династії Хань. Хань Юй написав велику кількість віршів, часто грайливих, на різноманітну тематику, під його пензлем звичайні речі часто перетворювалися у дотепності. Був одним з провідних ліриків свого часу. В історії китайської літератури Хань Юй визнається як «Майстер творів» та «Літературний зразковий наставник для сотень поколінь». Значна кількість його віршів і творів прозою увійшли до «Збірки Хань Чжанлі» (40 томів), «Зовнішньої збірки» (10 томів). Перелік настанов зібрано також у роботі «Про вчителів».
Хань Юй написав «Правдиві нариси про імператора Шунь-цзуна», які за наполяганням палацових євнухів довелося тричі скорочувати і переробляти.
У «Життєписі Мао Іна» Хань Юй, свідомо наслідуючи знаменитому історикові Сима Цяню, написав біографію, але не державного діяча, а зайця. Заєць у нього має і славних предків, відомих чарами, і родовий спадок, робить кар'єру при дворі, але як і раніше боїться мисливців. Потомство заячого роду процвітає і змагається за первородство. Це приклад літературного пародіювання стилю історичних життєписів — вільність, яка викликала тоді загальне обурення.